# Draft de la NBA Development League de 2001

## Draft
|  | Denota jugador que ha sido seleccionado al menos en un All-Star Game y un Mejor Quinteto de la NBA D-League |
|  | Denota jugador que ha sido seleccionado al menos en un All-Star Game y para el Draft de la NBA              |
|  | Denota jugador que ha sido seleccionado al Draft de la NBA                                                  |
|  | Denota jugador que nunca ha jugado en la NBA                                                                |

| Ronda | Elección | Jugador           | Posición | Nacionalidad           | Equipo                     | Universidad                       | Año de graduación |
| ----- | -------- | ----------------- | -------- | ---------------------- | -------------------------- | --------------------------------- | ----------------- |
| 1     | 1        | Chris Andersen    | F/C      | Estados Unidos         | Fayetteville Patriots      | Blinn CC (Brenham, TX)            | 1999              |
| 1     | 2        | Terrance Roberson | G/F      | Estados Unidos         | Huntsville Flight          | Fresno State                      | 2000              |
| 1     | 3        | Rahim Lockhart    | F        | Estados Unidos         | Greenville Groove          | Mississippi                       | 2001              |
| 1     | 4        | Gabe Muoneke      | F        | Nigeria                | Columbus Riverdragons      | Texas                             | 2000              |
| 1     | 5        | Johnny Hemsley    | G        | Estados Unidos         | Asheville Altitude         | Miami (FL)                        | 2000              |
| 1     | 6        | Neil Edwards      | C        | Estados Unidos         | North Charleston Lowgators | York                              | 2000              |
| 1     | 7        | Rashad Phillips   | G        | Estados Unidos         | Mobile Revelers            | Detroit                           | 2001              |
| 1     | 8        | Artie Griffin     | G        | Estados Unidos         | Roanoke Dazzle             | Alabama                           | 1995              |
| 2     | 9        | Darrell Johns     | C        | Estados Unidos         | Fayetteville Patriots      | Chicago State                     | 2001              |
| 2     | 10       | Lonnie Harrell    | G/F      | Estados Unidos         | Huntsville Flight          | Northeastern                      | 1996              |
| 2     | 11       | Ed Daniels        | G        | Estados Unidos         | Greenville Groove          | TCU                               | 2001              |
| 2     | 12       | Kareem Poole      | C        | Estados Unidos         | Columbus Riverdragons      | Tyler CC (Tyler, TX)              | 1999              |
| 2     | 13       | Jermaine Tate     | F/C      | Estados Unidos         | Asheville Altitude         | Cincinnati                        | 2000              |
| 2     | 14       | C. J. Black       | F/C      | Estados Unidos         | North Charleston Lowgators | Tennessee                         | 2000              |
| 2     | 15       | Nick Sheppard     | C        | Estados Unidos         | Mobile Revelers            | Pepperdine                        | 2000              |
| 2     | 16       | Marshall Phillips | G/F      | Estados Unidos         | Roanoke Dazzle             | Appalachian State                 | 2000              |
| 3     | 17       | Brian Wardle      | G        | Estados Unidos         | Fayetteville Patriots      | Marquette                         | 2001              |
| 3     | 18       | John Jackson      | F        | Estados Unidos         | Huntsville Flight          | Mississippi                       | 1998              |
| 3     | 19       | DeeAndre Hulett†  | G/F      | Estados Unidos         | Greenville Groove          | College of the Sequoias           | 2000              |
| 3     | 20       | Stephen Starks    | G        | Estados Unidos         | Columbus Riverdragons      | Drexel                            | 2001              |
| 3     | 21       | Sah-U-Ra Brown    | C        | Estados Unidos         | Asheville Altitude         | Lehigh                            | 2001              |
| 3     | 22       | Joe Brown         | G/F      | Estados Unidos         | North Charleston Lowgators | Coppin State                      | 2000              |
| 3     | 23       | Chris Crosby      | F        | Estados Unidos         | Mobile Revelers            | Washington State                  | 2001              |
| 3     | 24       | Carl Thomas       | G/F      | Estados Unidos         | Roanoke Dazzle             | College of Charleston             | 1999              |
| 4     | 25       | Rasul Salahuddin  | G        | Estados Unidos         | Fayetteville Patriots      | Long Beach State                  | 1996              |
| 4     | 26       | Jeremy Veal       | G        | Estados Unidos         | Huntsville Flight          | Arizona State                     | 1998              |
| 4     | 27       | Pate Diene        | C        | Senegal                | Greenville Groove          | Texas A&M–Corpus Christi          | 2001              |
| 4     | 28       | Harold Arceneaux  | F        | Estados Unidos         | Columbus Riverdragons      | Weber State                       | 2000              |
| 4     | 29       | Troy Rolle        | G        | Estados Unidos         | Asheville Altitude         | Utah State                        | 2000              |
| 4     | 30       | Chris Bacon       | F        | Estados Unidos         | North Charleston Lowgators | Nicholls State                    | 2001              |
| 4     | 31       | Eugene Edgerson   | F        | Estados Unidos         | Mobile Revelers            | Arizona                           | 2001              |
| 4     | 32       | Keil Zepernick    | F/C      | Estados Unidos         | Roanoke Dazzle             | Barton County CC (Great Bend, KS) | 1999              |
| 5     | 33       | Jeff Aubrey       | C        | Estados Unidos         | Fayetteville Patriots      | Cornell                           | 1999              |
| 5     | 34       | Mohamed Niang     | C        | Senegal                | Huntsville Flight          | Delaware                          | 1999              |
| 5     | 35       | Tony Christie     | F        | Estados Unidos         | Greenville Groove          | Clemson                           | 1999              |
| 5     | 36       | Allen Griffin     | G        | Estados Unidos         | Columbus Riverdragons      | Syracuse                          | 2001              |
| 5     | 37       | Anthony Blakes    | G        | Estados Unidos         | Asheville Altitude         | Wyoming                           | 2000              |
| 5     | 38       | Tezale Archie     | G        | Estados Unidos         | North Charleston Lowgators | Pepperdine                        | 2000              |
| 5     | 39       | Steve Hart        | G        | Estados Unidos         | Mobile Revelers            | Indiana State                     | 1998              |
| 5     | 40       | Cheikh Fall       | C        | Senegal                | Roanoke Dazzle             | Long Island                       | 1999              |
| 6     | 41       | Greg Stempin      | G/F      | Estados Unidos         | Fayetteville Patriots      | Toledo                            | 2001              |
| 6     | 42       | Tyrone Ellis      | G        | Estados Unidos Georgia | Huntsville Flight          | Southern Nazarene                 | 2001              |
| 6     | 43       | Eric Coley        | G        | Estados Unidos         | Greenville Groove          | Tulsa                             | 2000              |
| 6     | 44       | Johnny Phillips   | F        | Estados Unidos         | Columbus Riverdragons      | Texas Tech                        | 2001              |
| 6     | 45       | Sergio McClain    | G        | Estados Unidos         | Asheville Altitude         | Illinois                          | 2001              |
| 6     | 46       | Fred House        | G        | Estados Unidos         | North Charleston Lowgators | Southern Utah                     | 2001              |
| 6     | 47       | Osiris Ricardo    | C        | República Dominicana   | Mobile Revelers            | Missouri Southern State           | 2000              |
| 6     | 48       | Lee Wilson        | C        | Estados Unidos         | Roanoke Dazzle             | Arkansas                          | 1997              |
| 7     | 49       | Curtis Haywood    | G/F      | Estados Unidos         | Fayetteville Patriots      | Oklahoma City                     | 1999              |
| 7     | 50       | Albert Richardson | F        | Estados Unidos         | Huntsville Flight          | Kentucky Wesleyan                 | 1999              |
| 7     | 51       | Tate Decker       | F/C      | Estados Unidos         | Greenville Groove          | Oklahoma City                     | 2001              |
| 7     | 52       | Nate Johnson      | F        | Estados Unidos         | Columbus Riverdragons      | Louisville                        | 2000              |
| 7     | 53       | Lorenzo Johnson   | F        | Estados Unidos         | Asheville Altitude         | Colorado State                    | 1998              |
| 7     | 54       | Luther Clay       | F        | Estados Unidos         | North Charleston Lowgators | Rhode Island                      | 2000              |
| 7     | 55       | Brian Jones       | G        | Estados Unidos         | Mobile Revelers            | Santa Clara                       | 2001              |
| 7     | 56       | Jaron Rush        | F        | Estados Unidos         | Roanoke Dazzle             | UCLA                              | 2000              |
| 8     | 57       | Joe White         | F        | Estados Unidos         | Fayetteville Patriots      | Texas A&M                         | 1999              |
| 8     | 58       | Jimmie Hunter     | G        | Estados Unidos         | Huntsville Flight          | Life University                   | 2000              |
| 8     | 59       | Mark Karcher†     | G        | Estados Unidos         | Greenville Groove          | Temple                            | 2000              |
| 8     | 60       | Deaundra Tanner   | G        | Estados Unidos         | Columbus Riverdragons      | Oregon State                      | 2001              |
| 8     | 61       | J. B. Reafsnyder  | C        | Estados Unidos         | Asheville Altitude         | Syracuse                          | 1996              |
| 8     | 62       | Victor Avila      | F/C      | México                 | North Charleston Lowgators | Oklahoma                          | 2000              |
| 8     | 63       | Alan Barksdale    | G        | Estados Unidos         | Mobile Revelers            | Arkansas–Little Rock              | 2001              |
| 8     | 64       | Cornelius Jackson | G        | Estados Unidos         | Roanoke Dazzle             | Marshall                          | 2001              |
| 9     | 65       | Mike King         | G        | Estados Unidos         | Fayetteville Patriots      | George Washington                 | 2001              |
| 9     | 66       | Deng D'Awol       | C        | Tanzania               | Huntsville Flight          | Wayland Baptist                   | 2001              |
| 9     | 67       | Jeff Myers        | G        | Estados Unidos         | Greenville Groove          | Drexel                            | 1997              |
| 9     | 68       | George Reese      | F        | Estados Unidos         | Columbus Riverdragons      | Ohio State                        | 2000              |
| 9     | 69       | Corey Tarrant     | G        | Estados Unidos         | Asheville Altitude         | Eastern Michigan                  | 2000              |
| 9     | 70       | Don Carlisle      | F        | Estados Unidos         | North Charleston Lowgators | IUPUI                             | 2001              |
| 9     | 71       | Maurice Linton    | F        | Estados Unidos         | Mobile Revelers            | Wisconsin                         | 2001              |
| 9     | 72       | Ceedric Goodwyn   | F        | Estados Unidos         | Roanoke Dazzle             | Colorado State                    | 2000              |
| 10    | 73       | Tim Kisner        | G        | Estados Unidos         | Fayetteville Patriots      | Central Michigan                  | 2001              |
| 10    | 74       | Walter Craft      | C        | Estados Unidos         | Huntsville Flight          | Detroit                           | 2001              |
| 10    | 75       | Kris Bruton†      | G/F      | Estados Unidos         | Greenville Groove          | Benedict College                  | 1994              |
| 10    | 76       | Daymeon Fishback  | G/F      | Estados Unidos         | Columbus Riverdragons      | Auburn                            | 1999              |
| 10    | 77       | Jaquay Walls†     | G        | Estados Unidos         | Asheville Altitude         | Colorado                          | 2000              |
| 10    | 78       | Tess Whitlock     | G        | Estados Unidos         | North Charleston Lowgators | Hawaiʻi                           | 1997              |
| 10    | 79       | Kenny Gregory     | G        | Estados Unidos         | Mobile Revelers            | Kansas                            | 2001              |
| 10    | 80       | Charles Hathaway  | C        | Estados Unidos         | Roanoke Dazzle             | Tennessee                         | 2001              |
| 11    | 81       | Rodney Morning    | C        | Estados Unidos         | Fayetteville Patriots      | Fayetteville State                | 2001              |
| 11    | 82       | Cedric McGinnis   | F        | Estados Unidos         | Huntsville Flight          | Georgia Southern                  | 1999              |
| 11    | 83       | Rob Griffin       | G/F      | Estados Unidos         | Greenville Groove          | Iowa                              | 2001              |
| 11    | 84       | Rineo Vlijter     | C        | Surinam                | Columbus Riverdragons      | Saint Ambrose                     | 2001              |
| 11    | 85       | Jeff Boese        | F        | Estados Unidos         | Asheville Altitude         | Mesa State                        | 2001              |
| 11    | 86       | Michael Canady    | C        | Estados Unidos         | North Charleston Lowgators | Morgan State                      | 2001              |
| 11    | 87       | Jason Skaer       | G/F      | Estados Unidos         | Mobile Revelers            | Rice                              | 1999              |
| 11    | 88       | Clayton Shields   | SF       | Estados Unidos         | Roanoke Dazzle             | New Mexico                        | 2001              |
| 12    | 89       | Edward Johnson    | F        | Estados Unidos         | Fayetteville Patriots      | Utah                              | 1993              |
| 12    | 90       | Jeff Brower       | G        | Estados Unidos         | Huntsville Flight          | Lander University                 | 2000              |
| 12    | 91       | Shenard Long      | G        | Estados Unidos         | Greenville Groove          | Georgia State                     | 2001              |
| 12    | 92       | Fred Warrick      | G        | Estados Unidos         | Columbus Riverdragons      | Coppin State                      | 1999              |
| 12    | 93       | Kevin Melson      | G/F      | Estados Unidos         | Asheville Altitude         | Wright State                      | 2001              |
| 12    | 94       | Anthony Jones     | G        | Estados Unidos         | North Charleston Lowgators | Ohio                              | 1999              |
| 12    | 95       | Mike Wilks        | G        | Estados Unidos         | Mobile Revelers            | Rice                              | 2001              |
| 12    | 96       | Terry Sellers     | C        | Estados Unidos         | Roanoke Dazzle             | Iona                              | 2001              |

## Draft suplementario
| Ronda | Elección | Jugador            | Posición | Nacionalidad   | Equipo                     | Universidad         | Año de graduación |
| ----- | -------- | ------------------ | -------- | -------------- | -------------------------- | ------------------- | ----------------- |
| 1     | 1        | Lorenzo Coleman    | C        | Estados Unidos | Roanoke Dazzle             | Tennessee Tech      | 1998              |
| 1     | 2        | Derek Hood         | F        | Estados Unidos | Mobile Revelers            | Arkansas            | 1999              |
| 1     | 3        | Makhtar N'Diaye    | C        | Senegal        | North Charleston Lowgators | North Carolina      | 1998              |
| 1     | 4        | Kendric Johnson    | G        | Estados Unidos | Asheville Altitude         | San Jose State      | 1999              |
| 1     | 5        | Tremaine Fowlkes†  | G/F      | Estados Unidos | Columbus Riverdragons      | Fresno State        | 1997              |
| 1     | 6        | Eric Chenowith†    | C        | Estados Unidos | Greenville Groove          | Kansas              | 2001              |
| 1     | 7        | Kelvin Price       | F        | Estados Unidos | Huntsville Flight          | Charlotte           | 1999              |
| 1     | 8        | Kaniel Dickens*    | G/F      | Estados Unidos | Fayetteville Patriots      | Idaho               | 2000              |
| 2     | 9        | Dan Earl           | G        | Estados Unidos | Roanoke Dazzle             | Penn State          | 2000              |
| 2     | 10       | Isaac Fontaine     | G        | Estados Unidos | Mobile Revelers            | Washington State    | 1997              |
| 2     | 11       | Chris Robinson†    | G/F      | Estados Unidos | North Charleston Lowgators | Western Kentucky    | 1996              |
| 2     | 12       | Paul Grant†        | C        | Estados Unidos | Asheville Altitude         | Wisconsin           | 1997              |
| 2     | 13       | Chris Garner       | G        | Estados Unidos | Columbus Riverdragons      | Memphis             | 1997              |
| 2     | 14       | Ansu Sesay†        | F/C      | Estados Unidos | Greenville Groove          | Mississippi         | 1998              |
| 2     | 15       | Shelly Clark       | F        | Estados Unidos | Huntsville Flight          | Illinois            | 1995              |
| 2     | 16       | Bryan Bracey†      | G/F      | Estados Unidos | Fayetteville Patriots      | Oregon              | 2001              |
| 3     | 17       | Ricky Moore        | G        | Estados Unidos | Roanoke Dazzle             | Connecticut         | 1999              |
| 3     | 18       | Dwayne Schintzius† | C        | Estados Unidos | Mobile Revelers            | Florida             | 1990              |
| 3     | 19       | Galen Young†       | F        | Estados Unidos | North Charleston Lowgators | Charlotte           | 1999              |
| 3     | 20       | Maurice Jeffers†   | G        | Estados Unidos | Asheville Altitude         | Saint Louis         | 2001              |
| 3     | 21       | Stais Boseman      | G        | Estados Unidos | Columbus Riverdragons      | Southern California | 1997              |
| 3     | 22       | Brent Wright       | F        | Estados Unidos | Greenville Groove          | Florida             | 2000              |
| 3     | 23       | Pasó               | —        | —              | Huntsville Flight          | —                   | —                 |
| 3     | 24       | Pasó               | —        | —              | Fayetteville Patriots      | —                   | —                 |
| 4     | 25       | Thomas Hamilton    | C        | Estados Unidos | Roanoke Dazzle             | Pittsburgh          | 1994              |
| 4     | 26       | Vernon Jennings    | G        | Estados Unidos | Mobile Revelers            | Miami (FL)          | 2000              |
| 4     | 27       | Paul McPherson     | G        | Estados Unidos | North Charleston Lowgators | DePaul              | 1999              |
| 4     | 28       | Jimmy King†        | G/F      | Estados Unidos | Asheville Altitude         | Michigan            | 1995              |
| 4     | 29       | Pasó               | —        | —              | Columbus Riverdragons      | —                   | —                 |
| 4     | 30       | Darnell Hoskins    | F        | Estados Unidos | Greenville Groove          | Dayton              | 1997              |
| 4     | 31       | Pasó               | —        | —              | Huntsville Flight          | —                   | —                 |
| 4     | 32       | Pasó               | —        | —              | Fayetteville Patriots      | —                   | —                 |